# Ronald Musagala
Ronald Musagala (* 16. Dezember 1992 in Busulumba, Kaliro) ist ein ugandischer Leichtathlet, der sich auf die Mittelstreckenläufe spezialisiert hat.

## Frühe Jahre
Ronald Musagala wurde im östlichen ugandischen Distrikt Kaliro als zweitältestes von 12 Kindern geboren. Bereits während der Grundschulzeiten entwickelte er eine Leidenschaft für die Laufwettkämpfe. Unter anderem maß er sich häufig mit älteren Trainingskameraden. In der Schule war er Mitglied der Schulfußballmannschaft. Nachdem er sich für ein Läufer-Stipendium in der Stadt Iganga bewarb, wurde dieses im verwehrt, da er nicht aus der typischen Läuferregion Ugandas stammt, und so erhielt er stattdessen eines als Fußballer. Dort konnte er allerdings in den Laufwettkämpfen überzeugen und wurde anschließend an der King of Kings School angenommen, wo er sich vollständig auf seine Leichtathletikkarriere konzentrieren konnte.

## Sportliche Laufbahn
Ronald Musagala trat erstmals 2011 bei den nationalen Meisterschaften an und konnte dabei die Bronzemedaille über 800 Meter gewinnen. Zwei Jahre später wurde er ugandischer Meister über die 800 und die 1500 Meter. In erstgenannter Disziplin qualifizierte er sich für die Weltmeisterschaften in Moskau. Dort zog er als Sieger seines Vorlauf in das Halbfinale ein, in dem er als Fünftplatzierter ausschied, was in der Addition aller Halbfinals den 14. Platz bedeutete. Im Juni 2014 stellte er seine Bestzeit über 800 Meter von 1:45,27 min auf. Einen Monat später ging er bei den Commonwealth Games in Glasgow an den Start. Nach Vor- und Halbfinallauf kam er über 800 Meter als Achter ins Ziel. Zwei Tage später lief er in 3:42,42 min über 1500 Meter im Finale auf den elften Platz. Nach dem Ende der Spiele wurde er vom Sportartikelhersteller Nike gesponsert. 2015 verbesserte er seine 1500-Meter-Bestzeit um etwa zwei Sekunden und trat im August über die Distanz bei den Weltmeisterschaften in Peking an. Als Zehnter seines Vorlaufs verpasste er dabei den Einzug in das Halbfinale.
2016 trat Musagala, nach erfolgreicher Qualifikation, bei den Olympischen Spielen in Rio de Janeiro an. Nach erfolgreichem Vorlauf, zog er als Fünfter seines Halbfinals in das Finale ein, in dem er zwei Tage später in 3:51,68 min den elften Platz belegte. Im März 2017 trat er im Rahmen der Crosslauf-Weltmeisterschaften in seiner Heimat, als Teil der ugandischen Mixed-Staffel an, mit der er allerdings disqualifiziert wurde. Im August scheiterte er bei den Weltmeisterschaften in London, als Elfter seines Halbfinallaufs, am Einzug in das Finale. Ein Jahr später gewann er bei den Afrikameisterschaften in Asaba die Bronzemedaille über 1500 Meter. Im Frühjahr 2019 trat er erneut mit der Mixed-Staffel bei den Crosslauf-Weltmeisterschaften, diesmal in Aarhus, an. Nach der Disqualifikation 2017 erreichte die Staffel diesmal als Fünfte das Ziel. Im Juli 2019 stellte Musagala im Rahmen des Diamond-League-Meetings in Monaco in 3:30,58 min einen neuen Landesrekord über die 1500 Meter auf, womit er in die Top 50 der schnellsten, jemals auf dieser Strecke gelaufenen Zeiten, stieß. Dies machte ihn für die anstehenden Weltmeisterschaften in Doha zu einem der Medaillenkandidaten. Im Oktober kam er dann allerdings nicht über das Halbfinale hinaus und belegte am Ende den 16. Platz.
2021 trat Musagala zum zweiten Mal bei den Olympischen Sommerspielen an. Nachdem er fünf Jahre zuvor in Rio de Janeiro noch das Finale erreicht hatte, konnte er in Tokio seinen Vorlauf über 1500 Meter nicht beenden. 2022 nahm er erneut an den Weltmeisterschaften teil. Er trat im dritten Vorlauf über 1500 Meter an, verpasste allerdings klar den Einzug in das Halbfinale. 2023 belegte Musagala im Februar bei den Crosslauf-Weltmeisterschaften in Australien den neunten Platz.

## Wichtige Wettbewerbe
| Jahr               | Veranstaltung                 | Ort                | Platz              | Disziplin          | Zeit               |
| Startet für Uganda | Startet für Uganda            | Startet für Uganda | Startet für Uganda | Startet für Uganda | Startet für Uganda |
| ------------------ | ----------------------------- | ------------------ | ------------------ | ------------------ | ------------------ |
| 2013               | Weltmeisterschaften           | Moskau             | 14.                | 800 m              | 1:45,87 min        |
| 2014               | Commonwealth Games            | Glasgow            | 8.                 | 800 m              | 1:47,19 min        |
| 2014               | Commonwealth Games            | Glasgow            | 11.                | 1500 m             | 3:42,42 min        |
| 2015               | Weltmeisterschaften           | Peking             | 22.                | 1500 m             | 3:42,12 min        |
| 2016               | Olympische Sommerspiele       | Rio de Janeiro     | 11.                | 1500 m             | 3:51,68 min        |
| 2017               | Weltmeisterschaften           | London             | 21.                | 1500 m             | 3:42,01 min        |
| 2018               | Commonwealth Games            | Gold Coast         | 14.                | 1500 m             | 3:48,62 min        |
| 2018               | Afrikameisterschaften         | Asaba              | 3.                 | 1500 m             | 3:36,41 min        |
| 2019               | Crosslauf-Weltmeisterschaften | Aarhus             | 5.                 | Mixed-Staffel      | 27:35 min          |
| 2019               | Weltmeisterschaften           | Doha               | 16.                | 1500 m             | 3:37,19 min        |
| 2021               | Olympische Sommerspiele       | Tokio              |                    | 1500 m             | DNF (Vorlauf)      |
| 2022               | Weltmeisterschaften           | Eugene             | 37.                | 1500 m             | 3:40,87 min        |
| 2023               | Crosslauf-Weltmeisterschaften | Bathurst           | 9.                 | Einzel             | 25:06 min          |

## Persönliche Bestleistungen
Freiluft
- 800 m: 1:45,27 min, 8. Juni 2014, Hengelo
- 1000 m: 2:17,11 min, 5. September 2014, Brüssel
- 1500 m: 3:30,58, 12. Juli 2019, Monaco, (ugandischer Rekord)
- 3000 m: 7:44,78 min, 13. Juni 2018, Ostrava